# Monastère royal de Brou
Pour les articles homonymes, voir Brou.
Le monastère royal de Brou est un complexe religieux situé à Bourg-en-Bresse dans le département de l'Ain, en région Auvergne-Rhône-Alpes.
Ses bâtiments monastiques abritent le musée municipal de Bourg-en-Bresse.
Le monastère royal de Brou est un chef-d'œuvre de style gothique brabançon du début du XVIe siècle. Il se compose d'un ensemble de bâtiments monastiques construits entre 1506 et 1512, et de l'église Saint-Nicolas-de-Tolentin de Brou, édifiée de 1513 à 1532 sur les plans de Louis van Bodeghem dont c'est la seule réalisation connue en dehors des anciens Pays-Bas.
Cet ensemble architectural rare a été bâti à grands frais par la très puissante Marguerite d'Autriche, duchesse de Savoie, gouvernante des Pays-Bas bourguignons, marraine et tante de Charles Quint.
Elle fit édifier l'ensemble en mémoire de son époux Philibert le Beau et pour respecter le vœu fait par sa belle-mère Marguerite de Bourbon, pour y abriter son tombeau, celui de sa mère et le sien propre.

## Localisation
Le site, plat dans la cuvette de Bourg-en-Bresse, accueille depuis deux millénaires des tombes antiques, paléochrétiennes ou burgondes, dont des sarcophages exposés dans l'église.

## Historique

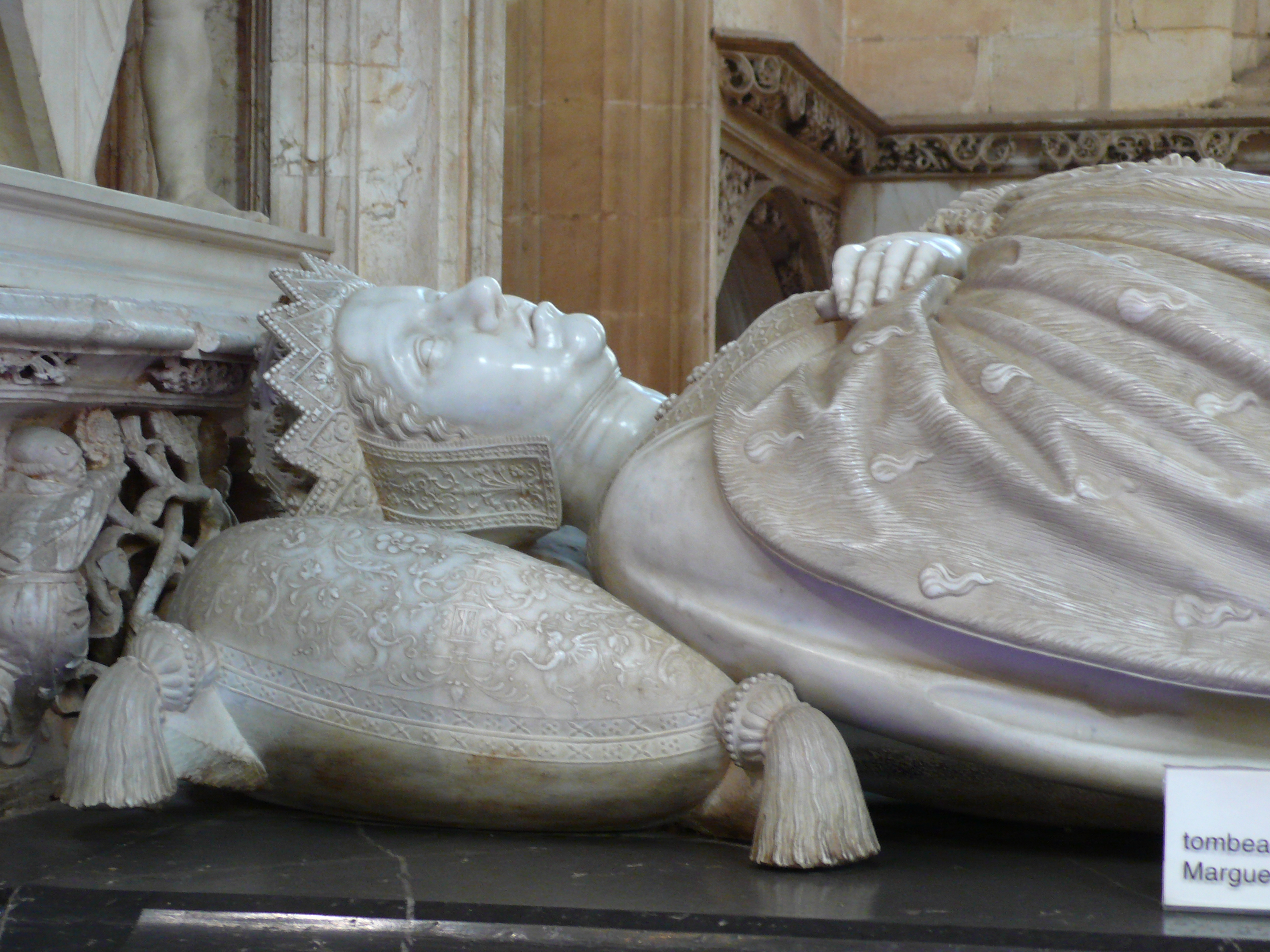
Le tombeau de Marguerite d'Autriche, dans l'église Saint-Nicolas-de-Tolentin de Brou.

Vers 927, Saint Gérard, alors évêque de Mâcon (886-926), se retire sur le site et y fonde avec quelques compagnons un ermitage dans lequel il meurt et est enterré en 958. Les disciples qui étaient venus se grouper autour de lui, suivirent ses traditions, sous la direction d'un prieur.
Le prieuré de Brou dépendait aussi de l'abbaye d'Ambronay. Les limites de sa dîmerie furent réglées, en 1084, par ordre de Hugues, archevêque de Lyon et une église sous le patronage de saint Pierre est construite sur sa tombe.
Dépeuplé dans les premières années du XIVe siècle, à la suite d'on ne sait quel accident, il fut remis, en 1319, par Jean de Clermont, au comte Amédée V de Savoie, à la condition d'y entretenir un religieux pour le desservir.
En 1506, Marguerite d'Autriche, veuve prématurément de Philibert II le Beau, duc de Savoie, tant pour accomplir un vœu de Marguerite de Bourbon, sa belle-mère, que pour laisser à la postérité un témoignage de son immense douleur, acheta le prieuré de Brou et obtint du pape l'autorisation de fonder, sur son emplacement, une église dédiée à saint Nicolas de Tolentin, et un monastère propre à recevoir douze religieux augustins. Le 27 août de la même année, elle pose la première pierre de l'église, qui fut consacrée le 22 mars 1532 par Jean Joly de Fleury, évêque d'Ebron in partibus.

## Les prieurs
Le plus ancien prieur connu est : saint Gérard, le fondateur (927-958). On relève ensuite : J. Gilli (1084) ; Clément, religieux d'Ambronay (1168) ; F. Jean de Saint-Alban (1289) ; Étienne de Rignieu (1298) ; Jean de Clermont, religieux d'Ambronay (1319 et 1324) ; F. Guillaume Cadot (1359) ; F. Pierre de Mugnet (1367) ; le cardinal de la Tour avec pour administrateur F. Mattin de Chambut, religieux de Cluny, prieur de Ratenelle et doyen de Noblens (Villereversure) (1371) ; F. Jean de Loges (1384) ; Pierre cardinal de Thurey (1394) ; F. Philibert de Chilley, religieux de Saint-Oyen (1415-1435) ; F. Anthoine Fornier (1447) ; Bertrand de Loras, prieur de Saint-Sorlin (1455-1491) ; Bernardin Oudin (1492) et pour dernier prieur Jean de Loriol, chanoine des Églises de Genève et de Vienne, protonotaire apostolique, abbé de Saint-Pons, prieur commendataire de Brou et évêque de Nice (1505). C'est ce dernier qui fut l'auteur de l'union survenue en 1505 avec l'église Notre-Dame de Brou, par bulle du pape Jules II.

## Construction
La construction débute en 1506. Retournée en Belgique pour assurer la régence dans l'attente de la majorité de son neveu Charles Quint, Marguerite d'Autriche choisit elle-même les chefs de chantiers, ainsi que les peintres et les sculpteurs — notamment l'architecte Louis van Bodeghem, le sculpteur Conrad Meit, le peintre Jehan Perréal — et nombre d'artistes d'Europe du Nord, et elle se fait envoyer à Malines des échantillons et des maquettes. Son écuyer tranchant, Jean Bonnot, seigneur de Cormaillon supervise les travaux et les dépenses. Sa volonté explique qu'au début du XVIe siècle, aux portes de l'Italie renaissante, se dresse un monument gothique de cette importance.

### Une abbaye de chanoines de saint Augustin

#### Les trois cloîtres
Le monastère, confié aux Augustins, possède trois cloîtres à étages, dont l'aspect n'a pas évolué. Marguerite d'Autriche avait prévu d'y achever son veuvage, mais meurt trop tôt. La construction s'achève en 1532, deux ans après sa mort, et elle y est enterrée auprès de son époux et de sa belle-mère.
Les Augustins de la congrégation de Lombardie restèrent les gardiens des tombes de Marguerite de Bourbon, de Philibert-le-Beau et de Marguerite d'Autriche, jusqu'au 4 mars 1658, et furent remplacés par les Augustins de la congrégation de France. La Révolution chassa ces derniers.
Durant celle-ci, à l'automne et l'hiver 1793-1794, le cloître abrite le 1er régiment de hussards et est ainsi sauvé des démolitions. Le 31 janvier 1794, la municipalité de Bourg fait enfermer les prêtres abdicateurs[Quoi ?] à Brou.

## Monument national
Thomas Riboud (1755-1835), avocat lyonnais, député de l'Ain et membre du conseil des Cinq-Cents sauve l'ensemble de Brou de la destruction en le faisant déclarer « Monument national » par la Convention,. L'ancien monastère royal est acheté par le diocèse de Belley en 1823 qui en fait le grand séminaire diocésain. Saint Pierre Chanel y poursuit ses études. Il est confisqué en 1905 et le séminaire est fermé.
L'église du monastère fait l’objet d’un classement au titre des monuments historiques par liste de 1862.
Les deux premiers cloîtres font l’objet d’un classement au titre des monuments historiques depuis 1889. Le troisième cloître fait l’objet d’un classement au titre des monuments historiques depuis le 16 janvier 1935.
Dans le troisième cloître il y avait une grille en fer forgé provenant du château de la Moussière à Biziat. Inscrite au titre des monuments historiques depuis le 13 mars 1950, elle est aujourd'hui le portail d'entrée du parc de la Visitation, parc de l'est de Bourg.

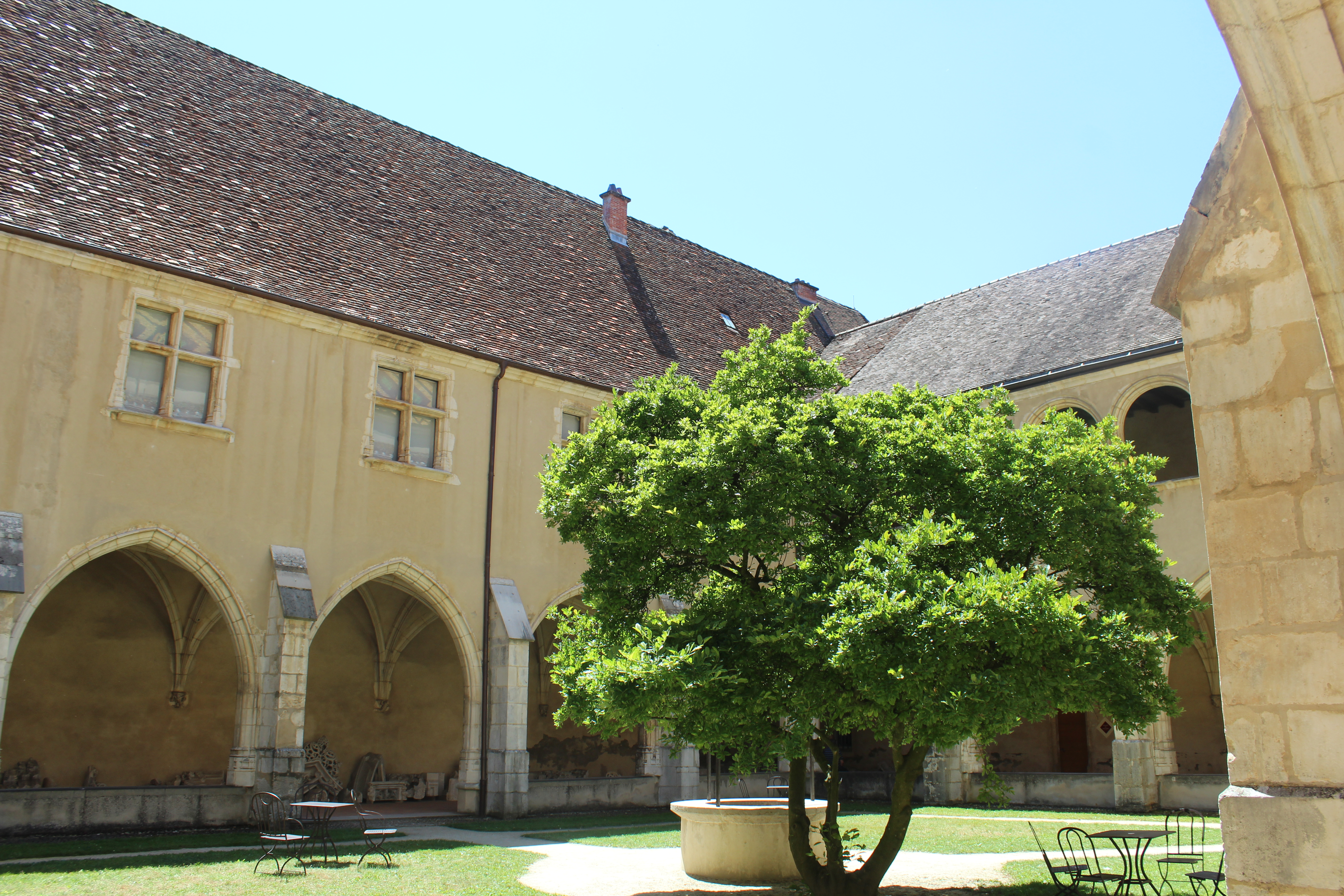
Premier cloître, dit des Hôtes.
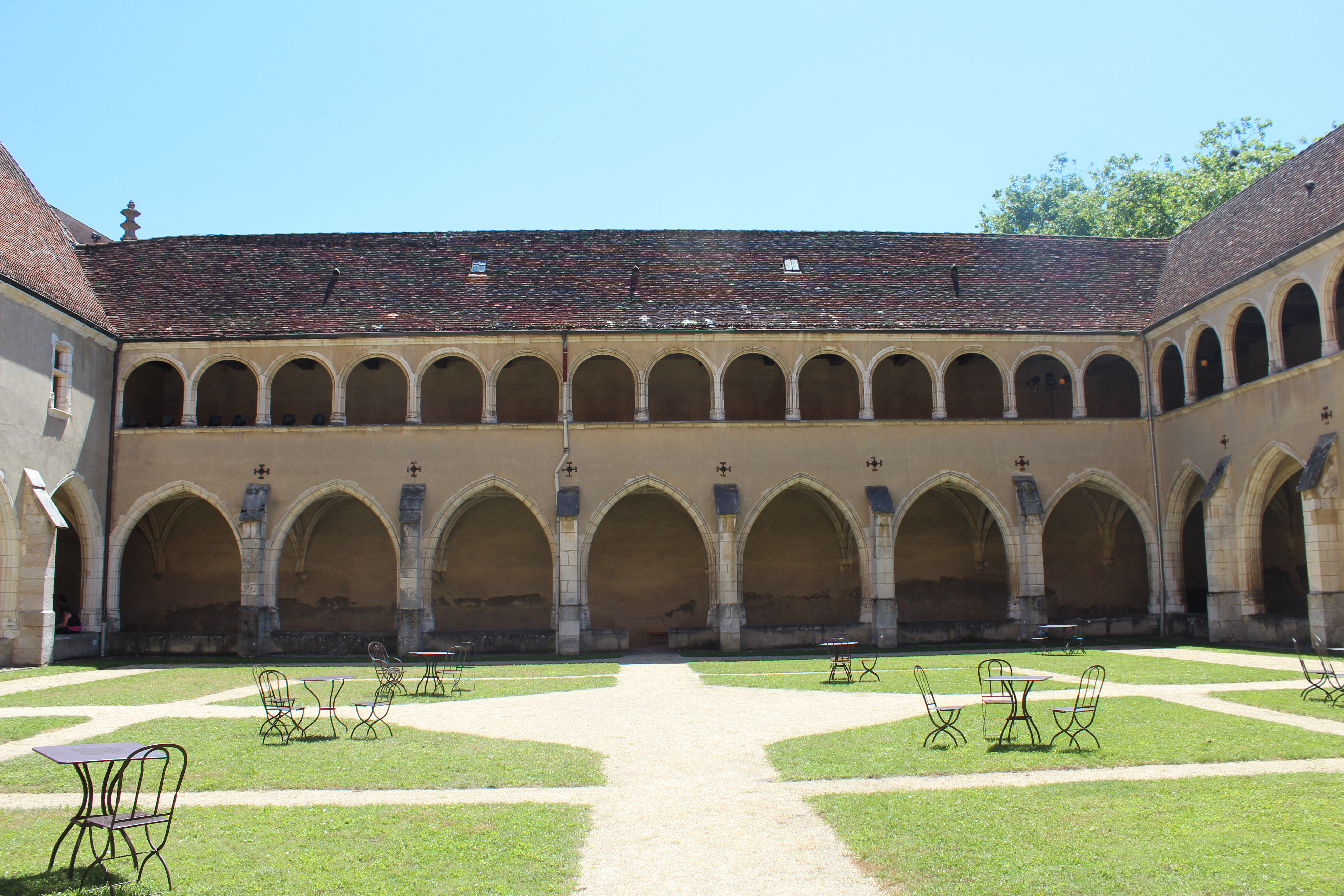
Deuxième cloître, dit de la Déambulation.
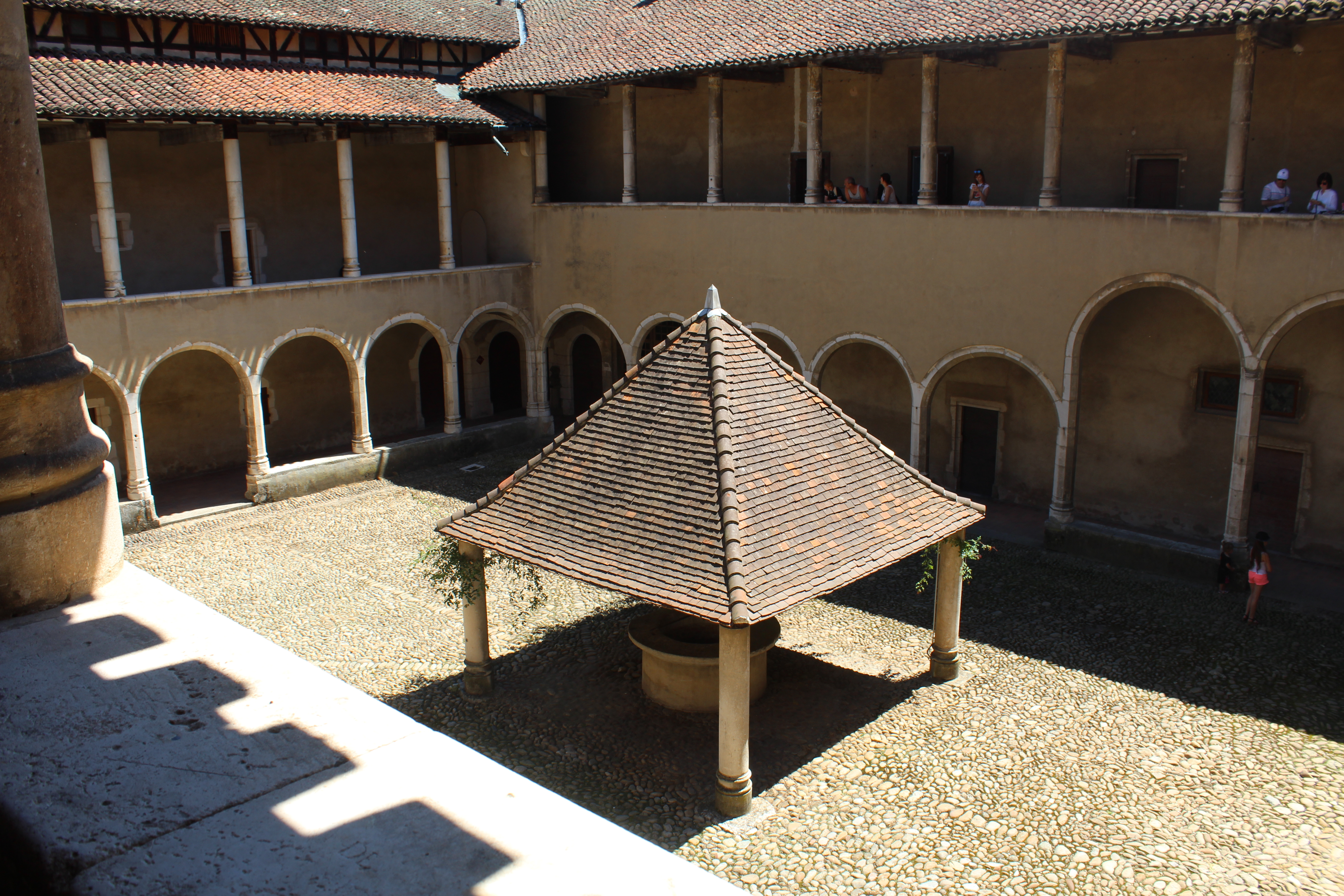
Troisième cloître, dit de la Ménagerie.
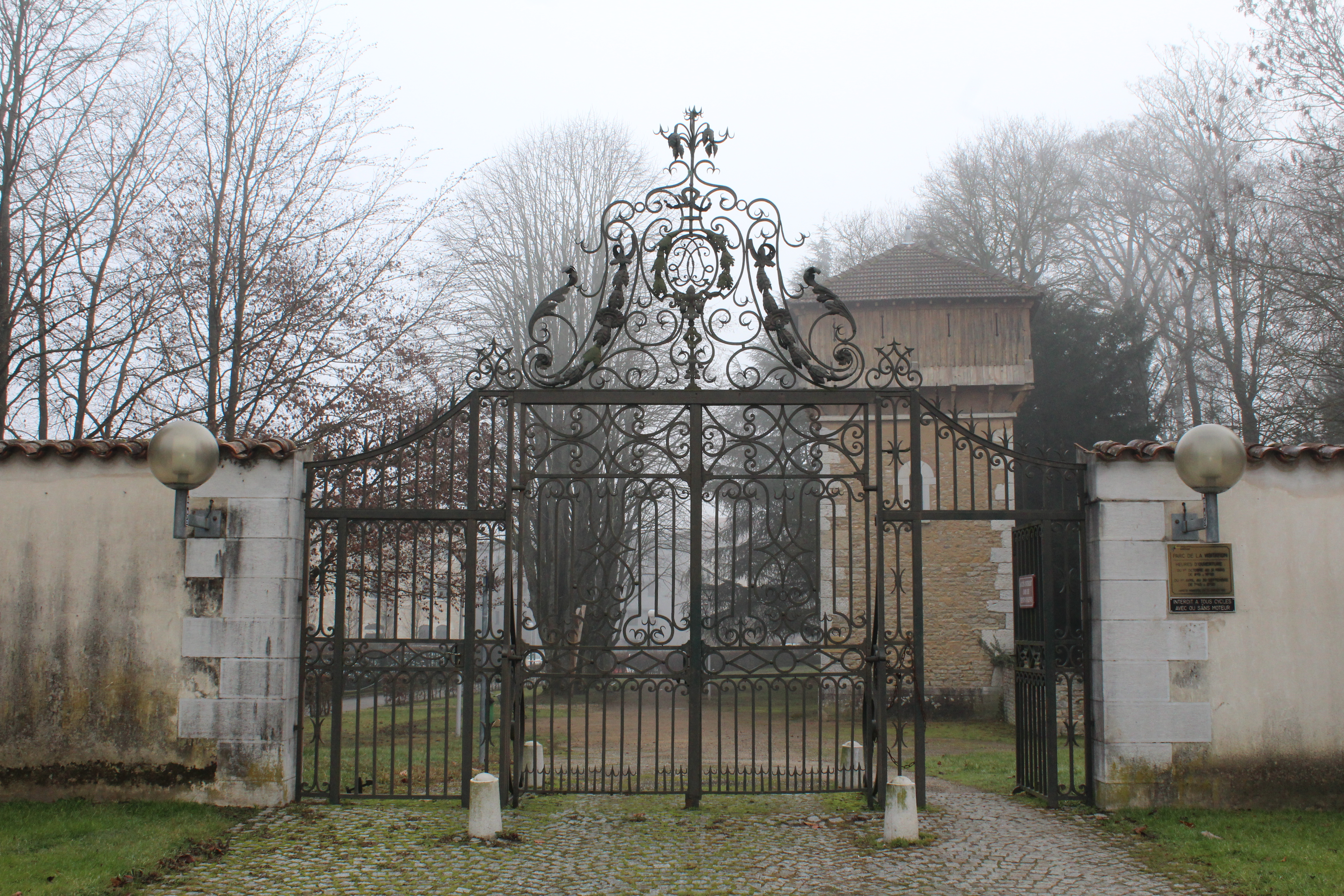
Grille du château de la Moussière.

De rares épaves d'un pavement de 1530
Deux carreaux en terre rouge de Bresse recouvert d'une faïence stannifère provenant du monastère, qui serait l'« un des premiers travaux en faïence de cette ampleur en France » — déposé au XIXe siècle — qui ont été exposés à Paris en 1832 et en 1932, figurent à une vente aux enchères publiques à Lyon le 18 mars 2023 (reprod. coul. dans le no 10 de "La Gazette Drouot" du 10/03/2023, p. 172). En 2014, à l'occasion des Journées du patrimoine, le monastère royal de Brou a été élu Monument préféré des Français.

## Le musée municipal de Bourg-en-Bresse
Les bâtiments monastiques sont propriétés de la ville de Bourg-en-Bresse, qui y a installé son musée, le musée municipal de Bourg-en-Bresse en 1922. Ce musée présente au rez-de-chaussée un ensemble de statues religieuses allant du XIIIe au XVIIe siècle et, à l'étage, une collection de peintures du XVIe au XXe siècle (Bernard Van Orley, Pieter Coecke van Aelst, Colijn de Coter, Nicolas Victor Fonville, Gustave Doré…) et d'art moderne.

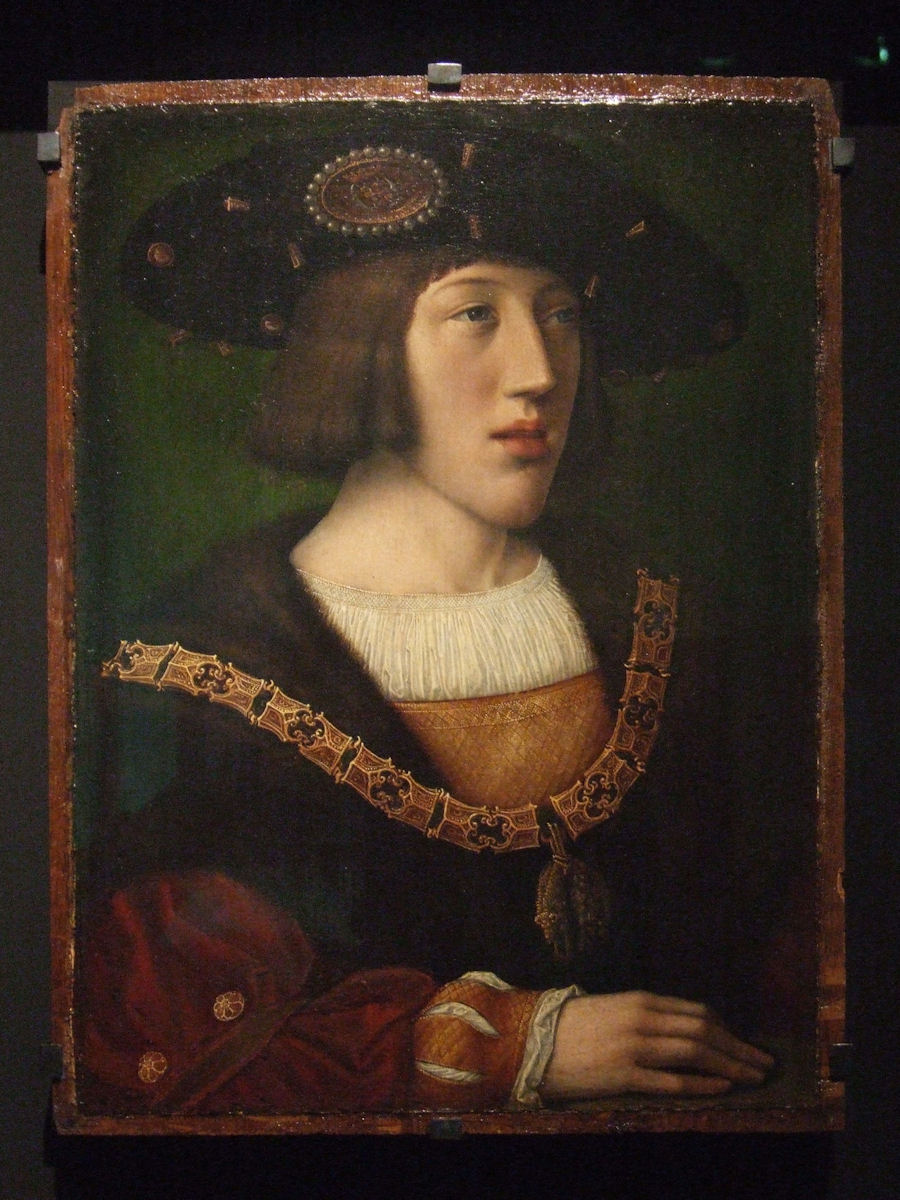
Bernard van Orley, Portrait de Charles Quint (1516).
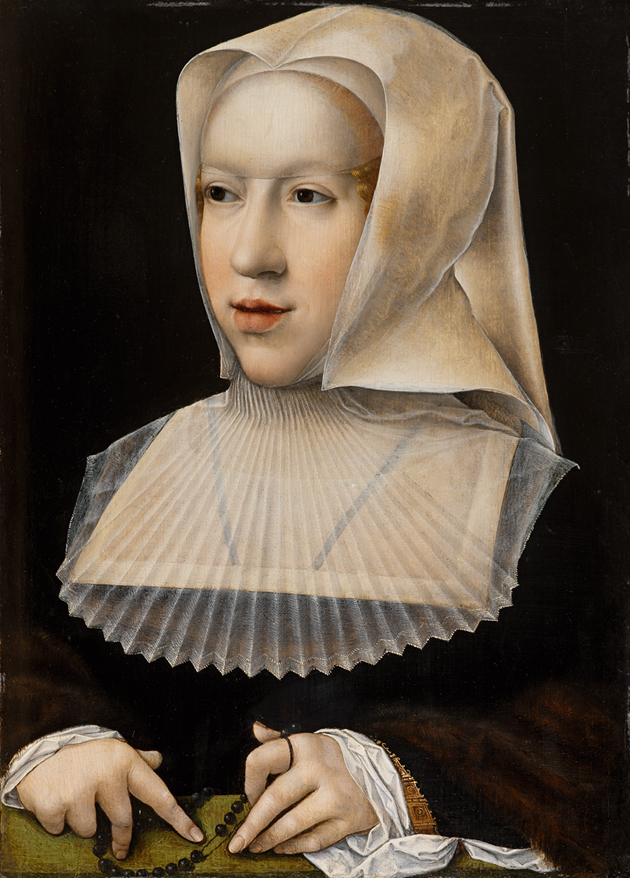
Portrait de Marguerite d'Autriche, par son peintre officiel, Bernard van Orley.

## Accès au site
Une station de vélos en libre-service du réseau Rubis'Vélo, nommée Monastère de Brou, est située à proximité immédiate de Brou.
Le monastère est aussi desservi par la ligne 6 du Réseau Rubis de bus qui irrigue Bourg-en-Bresse et son agglomération.

## Promotion du site
Le 20 septembre 2014, le monastère a été désigné « monument préféré des Français » au cours de l'émission de France 2 Le monument préféré des Français, à l'occasion des Journées européennes du patrimoine.
Le 5 février 2015, le monastère royal de Brou a reçu le trophée du « Bressan de l'Année 2014 » par l'Académie de la Bresse.

#### Bases de données et dictionnaires
- Site officiel
- Ressources relatives à l'architecture :   - Mérimée
  - Structurae
- Notices dans des dictionnaires ou encyclopédies généralistes :   - Britannica
  - Universalis
- Notices d'autorité :   - VIAF
  - ISNI
  - BnF (données)
  - IdRef
  - LCCN
  - GND
  - Tchéquie
  - WorldCat